# Zvonko Ivezić
Zvonko Ivezić, cirill betűkkel Звoнкo Ивeзић (Vajszka, 1949. február 17. – 2016. szeptember 4.) jugoszláv válogatott szerb labdarúgó, csatár, edző.
1975 és 1976 között négy alkalommal szerepelt a jugoszláv válogatottban és két gólt szerzett.

## Sikerei, díjai
FK Vojvodina
- Jugoszláv bajnokság
  - 2.: 1974–75

 Sochaux
- Francia bajnokság
  - 2.: 1979–80
- UEFA-kupa
  - elődöntős: 1980–81